# Kanton Saint-Lys
Kanton Saint-Lys (francouzsky Canton de Saint-Lys) je francouzský kanton v departementu Haute-Garonne v regionu Midi-Pyrénées. Tvoří ho 11 obcí.

## Obce kantonu
- Bonrepos-sur-Aussonnelle
- Bragayrac
- Cambernard
- Empeaux
- Fonsorbes
- Fontenilles
- Lamasquère
- Saiguède
- Sainte-Foy-de-Peyrolières
- Saint-Lys
- Saint-Thomas